# Seznam rakousko-uherských velvyslanců ve Francii
Toto je chronologický přehled diplomatických zástupců habsburského soustátí ve Francii od vzniku Rakouska-Uherska do přerušení diplomatických styků na začátku první světové války (1867–1914). Diplomatické zastoupení Habsburků a později Rakouského císařství ve Francii probíhalo od 17. století s častými přestávkami kvůli válkám převážně na bázi vyslanců, v případě důležitých misí nebo s ohledem na osobnost diplomata byla mnohokrát udělena funkce velvyslance. V rakouských zahraničních vztazích byla Francie první, kde ambasáda získala trvalý a stálý statut velvyslanectví. Stalo se tak po kongresu v Paříži v závěru krymské války (1856). V dalších evropských mocnostech získalo rakouské, respektive rakousko-uherské diplomatické zastoupení statut velvyslanectví až později (Spojené království, 1860; Turecko, 1867; Německo, 1871; Rusko, 1874; Itálie, 1877; Španělsko, 1888).

## Seznam velvyslanců Rakouska-Uherska ve Francii 1867–1914
| Jméno (životní data)                                   | Foto | Nástup do funkce   | Konec funkce      |
| ------------------------------------------------------ | ---- | ------------------ | ----------------- |
| Richard Klemens kníže Metternich-Winneburg (1829-1895) |      | 14. listopadu 1859 | 13. prosince 1871 |
| Rudolf hrabě Apponyi de Nagy Appony (1812–1876)        |      | 13. prosince 1871  | 30. dubna 1876    |
| Felix hrabě Wimpffen (1827–1882)                       |      | 5. července 1876   | 3. listopadu 1878 |
| Friedrich Ferdinand hrabě Beust (1809–1886)            |      | 3. listopadu 1878  | 19. května 1882   |
| Felix hrabě Wimpffen (1827–1882)                       |      | 25. května 1882    | 30. prosince 1882 |
| Ladislaus hrabě Hoyos-Sprinzenstein (1834–1901)        |      | 27. dubna 1883     | 28. října 1894    |
| Anton hrabě Wolkenstein-Trostburg (1832–1913)          |      | 28. října 1894     | 10. prosince 1903 |
| Rudolf hrabě Khevenhüller-Metsch (1844–1910)           |      | 10. prosince 1903  | 12. října 1910    |
| Nikolaus hrabě Szécsen de Temerin (1857–1926)          |      | 23. ledna 1911     | 10. srpna 1914    |

Přerušení diplomatických styků po vypuknutí první světové války